# Cyanopepla lystra
Cyanopepla lystra là một loài bướm đêm thuộc phân họ Arctiinae, họ Erebidae.